# Липова алея (11 шт.)
Липова алея (11 шт.) — ботанічна пам'ятка природи місцевого значення. Об'єкт розташований на території Маньківського району Черкаської області, село Роги урочище «Грушківка».
Площа — 0,5 га, статус отриманий у 1972 році.